# Berge Istra
Berge Istra bio je brod u vlasništvu norveške brodarske tvrtke Sig. Bergesen d.y. i registriran u Liberiji. Pripadao je klasi kombiniranih ili brodova za prijevoz nafte, sipkih tereta i rude (engl. ore-bulk-oil carrier, OBO carrier) s 227,550 kubičnih metara istisnine (DWT). Brod je nosio građevinski broj 296 u brodogradilištu Uljanik u Puli u Hrvatskoj, gdje je izgrađen 1972.
Brod je bio na putu iz Tubarãoa u Brazilu do Japana prevozivši željeznu rudu kada je 30. prosinca 1975. iznenada izgubljen kontakt s plovilom u Tihom oceanu (blizu otoka Mindanaa, Filipini). Nakon tjedan dana 7. siječnja 1976. brod je proglašen nestalim, a pokrenuta operacija potrage nije donijela nikakva rezultata pa je prekinuta 10. siječnja iste godine. 30 članova posade izgubilo je život. Preživjela su samo dvojica, španjolski državljani Imeldo Barreto Leon (41) i Epifanio Lopez (39), koje je na splavi pronašla japanska ribarica 20. siječnja 1976.
Do današnjeg dana, više od 40 godina poslije, brodarska tvrtka čuva tajnost s obzirom na uzrok nesreće. Najistaknutija teorija tvrdi da su uzrok mogle biti eksplozije uzrokovane ostacima nafte u teretnom odjeljku koji je napunjen željeznom rudom. Berge Istra bio je, poput brod blizanca Berge Vanga koji je nestao pod sličnim okolnostima četiri godine kasnije, brod koji je mogao prevoziti i naftu i željeznu rudu naizmjenično. Nakon ova dva nestanka nikada se više nisu gradili kombinirani brodovi poput ovih. 